# Datorstödd språkinlärning
Datorstödd språkinlärning är språkteknologi för e-lärande vid språkinlärning. Det omfattar elevcentrerat studiematerial och tekniska verktyg som har vuxit fram under de senaste 40 åren, och som syftar till accelererad inlärning och individuell studietakt. Verktygen och funktionaliteten kan bland annat delas in i följande två kategorier:[källa behövs]
- Dubbelriktad (interaktiv) inlärning, exempelvis datorstött samarbetslärande, videokonferenser med utländska gäster, sociala medier, virtuella världar
- Individualiserade studier, exempelvis automatiskt rättade glosövningar och grammatikövningar, automatisk rättstavning och grammatikkontroll i ordbehandlingsprogram, digitala språklabb, taligenkänning.

## Tre historiska genrer
Grunden till Datorstödd språkinlärning (CALL) kommer från CAI (Computer-Accelerated Instruction), där de första systemen utvecklades på 60- och 70-talet. CALL systemens framväxt kan delas in i tre olika genrer:
- Beteendevetenskaplig CALL – behavioristiska teorier om lärande vilka implementerades på 60 och 70-talet. Förmedlade undervisningsmaterial i form av upprepande övningar. Ett CALL system utvecklades för huvuddatorer i PLATO systemet och innehöll ordförråds-övningar, grammatikövningar med korta förklaringar samt översättnings-övningar.

- Kommunikativ CALL – flera CALL system trädde fram under denna period på 70 och 80-talet. Fokuset låg på att använda språket i sig, istället för en analys av språket. Datorerna hjälpte eleverna att använda språket i en kontext, exempelvis hur de ska hälsa på ett annat språk än sitt modersmål.

- Integrativ CALL – integrerar undervisning i språkkunskaper med uppgifter

eller projekt. I början av 90-talet utvecklades multimedial teknik för utökad distansundervisning.
Programmen påminner om den riktiga världen där eleven både kan lyssna, läsa, se och skriva.

## Pedagogiska perspektiv
Med datorn som lärare menas att man använder övningar baserade på språkets beståndsdelar, som skapats som mjukvara, till att lära sig ett andraspråk.
Med datorn som stimulans menas att använda den för att generera analys, kritiskt tänkande, diskussion och skrivande.
Detta uppnås med hjälp av ordbehandlare, grammatikkontrollsmoduler, konkordans, kollaborativt skrivande (ex meddelandeklienter, ordbehandling, e-post, brainstorming), referenser och internet.

## Utvärderingsmetoder
Ett system för datorstödd språkinlärning kan utvärderas med hjälp av checklistor och undersökningar, riktade mot tre olika aspekter:
1. Utvecklarens/designern som utgångspunkt - hur väl programmet fungerar, gör det som det ska.
2. Läraren som utgångspunkt - kan läraren förmedla innehållet av verktyget som ska användas av eleverna, anser läraren att verktyget är användbart.
3. Inläraren/eleven - kan inläraren använda sig av verktyget.

### Fotnoter
1. ↑  Barson J. & Debski R. (1996) "Calling back CALL: technology in the service of foreign language learning based on creativity, contingency, and goal-oriented activity". In Warschauer M. (ed.) Telecollaboration in foreign language learning, Honolulu: University of Hawaii, Second Language Teaching and Curriculum Center: 49–68.
2. ↑  Levi M & Stockwell G.(2006) "CALL Dimensions: Options and Issues in COmputer-Assisted Language Learning"